# (505679) 2014 WT69
(505679) 2014 WT69 ist ein großes transneptunisches Objekt im Kuipergürtel, das bahndynamisch als Scattered Disk Object (SDO) eingestuft wird. Aufgrund seiner Größe gehört der Asteroid zu den Zwergplanetenkandidaten.

## Entdeckung
2014 WT69 wurde im 17. November 2014 von einem Astronomenteam, bestehend aus B. Gibson, T. Goggia, N. Primak, A. Schultz und M. Willman, auf Bildern, die im Rahmen des Pan-STARRS-Projekts mit dem 1,8-m-Ritchey-Chretien-Teleskop (PS1) am Haleakalā-Observatorium (Maui) am 8. Oktober 2010 entstanden, entdeckt. Die Entdeckung wurde am 24. Juli 2016 bekanntgegeben, der Planetoid erhielt später von der IAU die Kleinplaneten-Nummer 505679.
Nach seiner Entdeckung ließ sich 2010 FC49 auf den Fotos, die im Rahmen des Pan-STARRS-Programmes gemacht wurden, bis zum 8. Oktober 2010 zurückgehend identifizieren und so seinen Beobachtungszeitraum um vier Jahre verlängern, um so seine Umlaufbahn genauer zu berechnen. Seither wurde der Planetoid durch verschiedene erdbasierte Teleskope beobachtet. Im November 2017 lagen insgesamt 37 Beobachtungen über einen Zeitraum von 7 Jahren vor. Die bisher letzte Beobachtung wurde im August 2017 am Mauna-Kea-Observatorium (Hawaii) durchgeführt. (Stand 1. April 2019)

## Eigenschaften

### Umlaufbahn
2014 WT69 umkreist die Sonne in 326,40 Jahren auf einer leicht elliptischen Umlaufbahn zwischen 43,87 AE und 50,94 AE Abstand zu deren Zentrum. Die Bahnexzentrizität beträgt 0,074, die Bahn ist 11,95° gegenüber der Ekliptik geneigt. Derzeit ist der Planetoid 46,43 AE von der Sonne entfernt. Das Perihel durchlief er das letzte Mal 1955, der nächste Periheldurchlauf dürfte also im Jahre 2282 erfolgen.
Marc Buie (DES) klassifiziert den Planetoiden als SDO, während vom Minor Planet Center keine spezifische Einstufung existiert; letzteres ordnet ihn als Nicht-SDO und allgemein als «Distant Object» ein. Das Johnston’s Archive führt ihn als «other TNO» auf, was bedeutet, dass es mit Sicherheit kein Cubewano oder Resonantes KBO ist.

### Größe
Derzeit wird von einem Durchmesser von 302 km ausgegangen, basierend auf einem Rückstrahlvermögen von 8 % und einer absoluten Helligkeit von 6,0 m. Ausgehend von diesem Durchmesser ergibt sich eine Gesamtoberfläche von etwa 287.000 km2. Die scheinbare Helligkeit von 2014 WT69 beträgt 22,68 m.
Da es denkbar ist, dass sich 2014 WT69 aufgrund seiner Größe im hydrostatischen Gleichgewicht befindet und somit weitgehend rund sein könnte, erfüllt er möglicherweise die Kriterien für eine Einstufung als Zwergplanet. Mike Brown geht davon aus, dass es sich bei 2014 WT69 um vielleicht einen Zwergplaneten handelt.
| Jahr                                         | Abmessungen km | Quelle   |
| -------------------------------------------- | -------------- | -------- |
| 2018                                         | 321,0          | Johnston |
| 2018                                         | 302,0          | Brown    |
| Die präziseste Bestimmung ist fett markiert. |                |          |